# Pavol Lukša
Pavol Lukša (* 15. srpna 1962 Turzovka) je český politik, v letech 2010 až 2013 poslanec Poslanecké sněmovny PČR a v letech 2009 až 2015 místopředseda strany TOP 09. Je také starostou obce Čeladná a od roku 2016 předsedou strany Dobrá volba 2016.

## Vzdělání, profese a rodina
V roce 1981 zakončil maturitou studium na Lesnicko-technické škole v Hranicích. Po absolvování základní vojenské služby v roce 1983 pracoval u Severomoravských státních lesů Krnov (do dubna 1984). Od května roku 1984 byl zaměstnancem 1. brněnské strojírny s.p. (do února 1993).
Je ženatý, jeho manželka Jaroslava je zdravotní sestrou. Má tři děti – Martina, Lucii a Vojtěcha.

## Politická kariéra
V roce 1990 vstoupil do tehdejší Československé strany lidové. V letech 2005 – 2006 byl Pavol Lukša místopředsedou KDU-ČSL. V červnu 2009 z KDU-ČSL vystoupil a stal se členem Přípravného výboru TOP 09. Na Celostátním ustavujícím sněmu strany, konaném 27. a 28. listopadu 2009, byl zvolen místopředsedou TOP 09. Na 2. celostátním sněmu TOP 09, který se konal ve dnech 22.–23. října 2011 v Hradci Králové, byl znovuzvolen místopředsedou TOP 09. Tím se znovu stal i 8. prosince 2013 na 3. celostátním sněmu TOP 09 v Praze. Tuto pozici zastával až do 4. celostátního sněmu TOP 09 na konci listopadu 2015 v Praze. Na sněmu chtěl opět kandidovat na post místopředsedy strany, ale těsně před samotnou volbou kandidaturu vzdal.
Od května 1992 do prosince 1994 byl místostarostou obce Čeladná a v letech 1994 – 2004 jejím starostou. V listopadu 2006 se opět stal starostou obce Čeladná. V komunálních volbách v roce 2014 obhájil post zastupitele Čeladné, když vedl kandidátku TOP 09. Protože strana volby v obci vyhrála, byl v listopadu 2014 opět zvolen starostou.
Od prosince 2004 do listopadu 2008 byl statutárním náměstkem hejtmana Moravskoslezského kraje pro dopravu a životní prostředí. V krajských volbách 2012 kandidoval za koalici TOP 09 a STAN na post hejtmana v Moravskoslezském kraji. Do zastupitelstva se však on ani jeho uskupení nedostali.
V roce 2010 se po květnových volbách do PSP ČR stal poslancem Poslanecké sněmovny Parlamentu České republiky. Ve volbách do Poslanecké sněmovny PČR v roce 2013 kandidoval v Moravskoslezském kraji jako lídr TOP 09 a STAN. Nakonec však byl „vykroužkován“ a místo něj byl do poslanecké sněmovny zvolen nestraník Herbert Pavera.
V březnu 2016 z TOP 09 po neshodách s Miroslavem Kalouskem vystoupil. Následně založil stranu Dobrá volba 2016 (DV 2016) a v říjnu 2016 se stal jejím prvním předsedou. V krajských volbách v roce 2016 byl lídrem kandidátky do Zastupitelstva Moravskoslezského kraje, ale neuspěl.
Ve volbách do Senátu PČR v roce 2020 kandidoval za stranu Dobrá volba 2016 v obvodu č. 69 – Frýdek-Místek. Se ziskem 7,19 % hlasů skončil na 5. místě a do druhého kola nepostoupil.